# Cicatrice d'arbre
Cicatrice d'arbre (traduction de l'anglais scarred tree pour arbre scarifié en français) désigne une scarification artificielle créée sur des arbres par les humains. C'est une traduction impropre car il n'y a pas de raison sémantique de réserver cette dénomination aux scarifications artificielles, alors qu'il existe des cicatrices d'arbres dues à la foudre, aux champignons ou aux griffures d'animaux,.

## Description

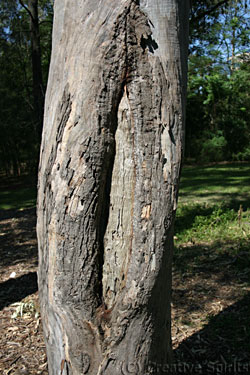
Arbre scarifié présentant une cicatrice en forme de losange à Parramatta, Nouvelle-Galles du Sud.

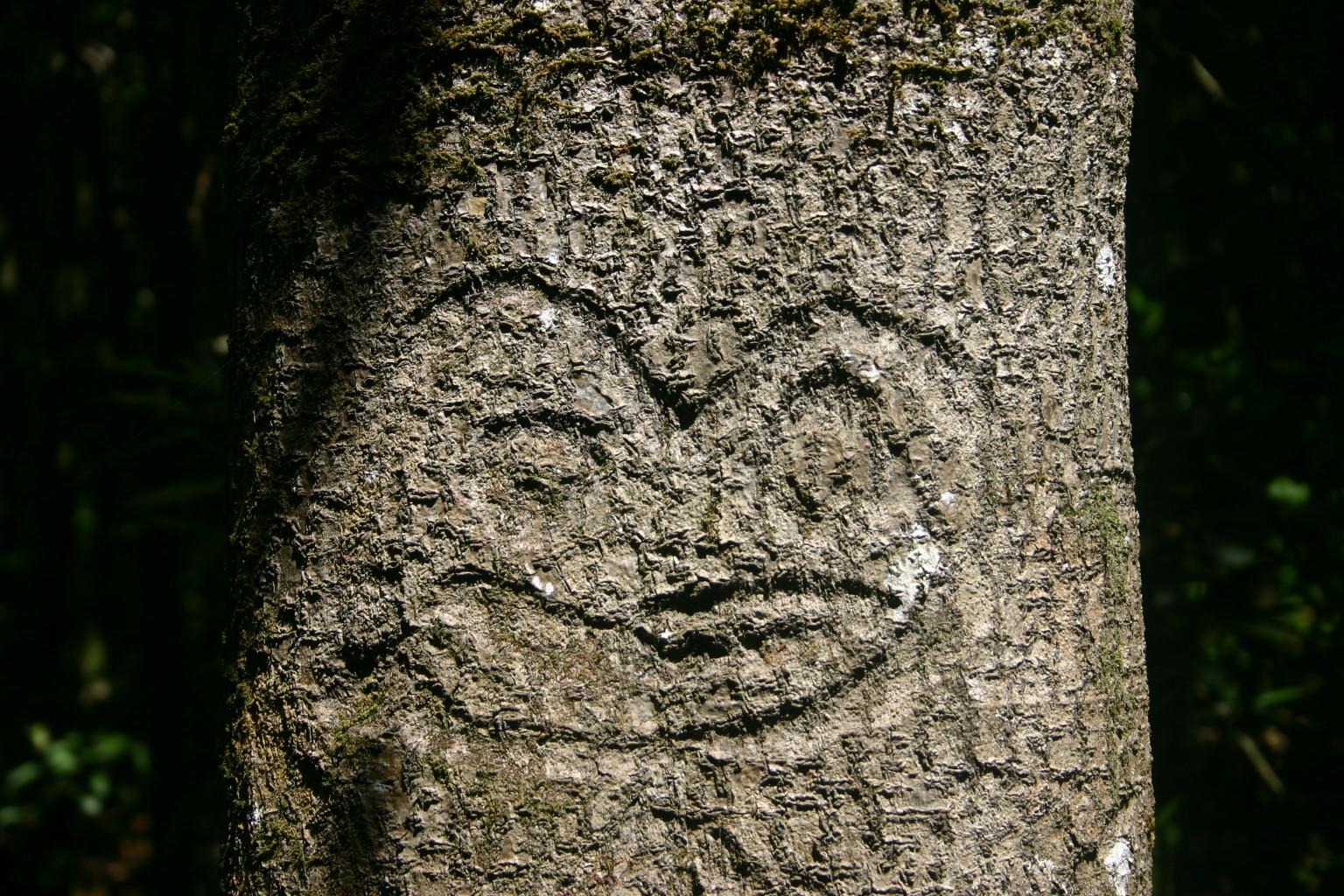
Rākau momori, dendroglyphe moriori des îles Chatham.

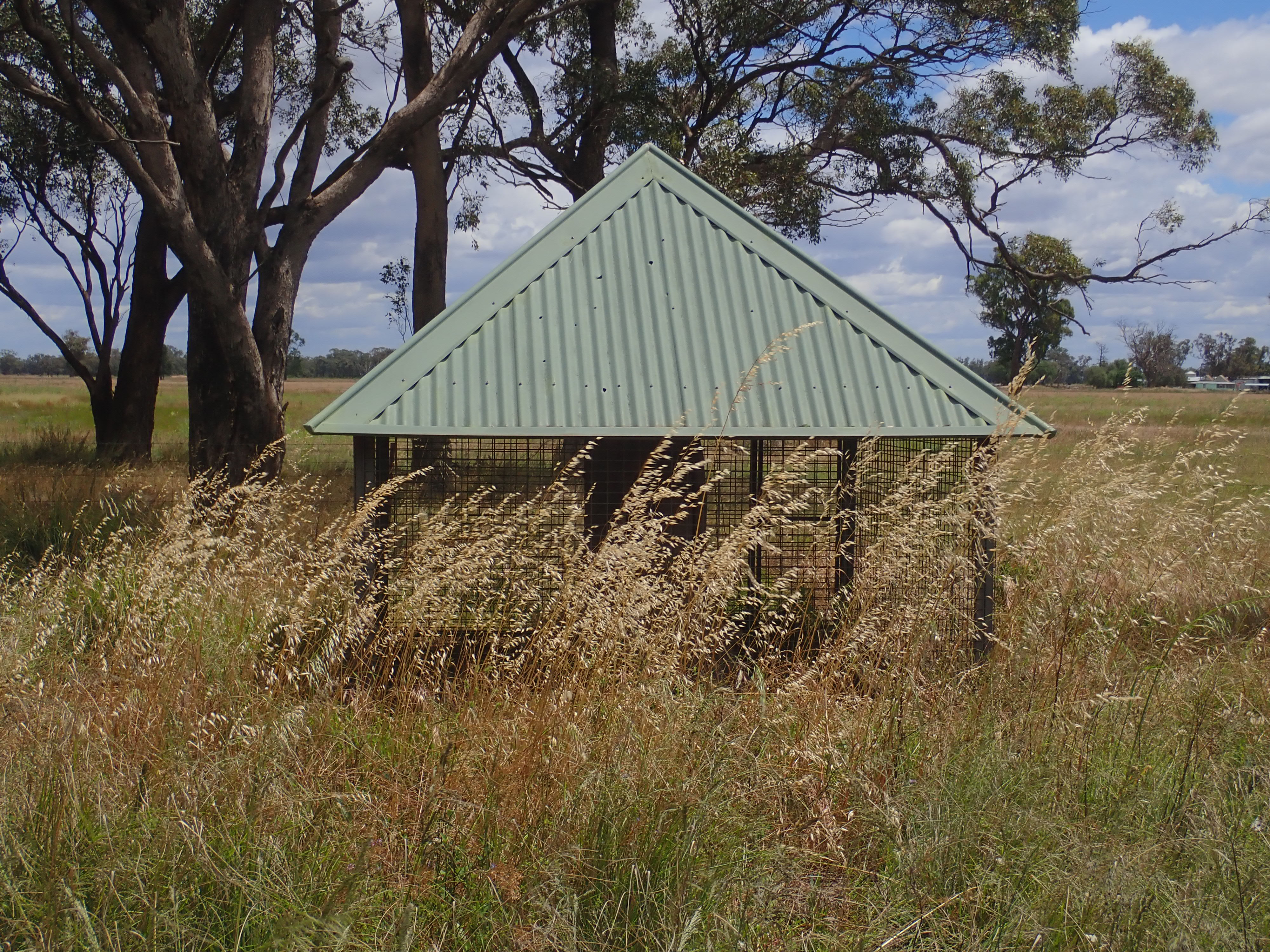
Souche d'arbre à cicatrice protégée par un abri, près de Dubbo.

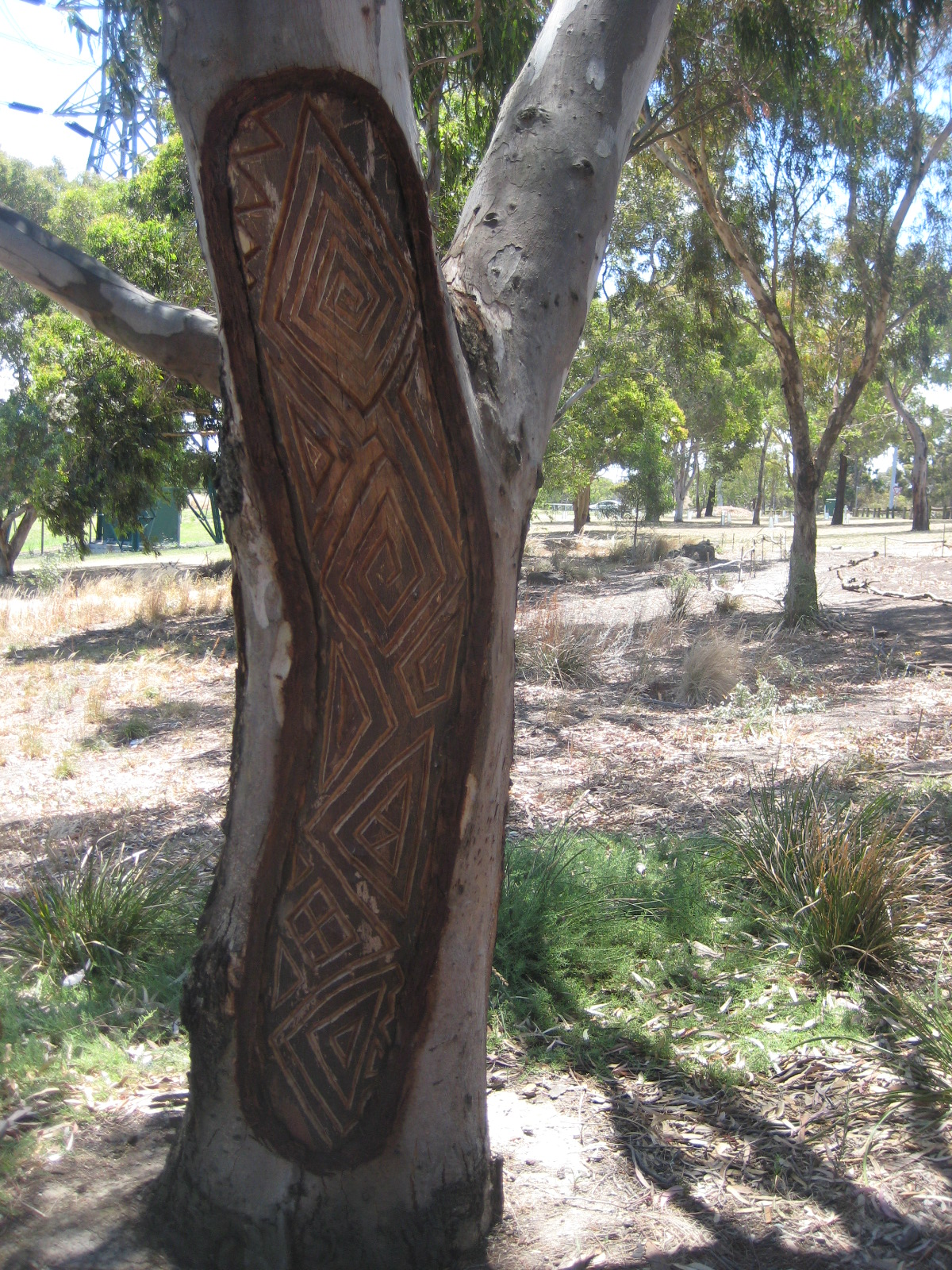
Cicatrice d'arbre créée en 2012 et ornée de dendroglyphes.

Il existe deux types de cicatrices d'arbres : les dendroglyphes ornementaux ou identitaires visant à transmettre une information ou marquer une appartenance comme par exemple les rākau momori des Moriori des îles Chatham, et les scarifications utilitaires comme celles des arbres dont l'écorce a été enlevée par des aborigènes d'Australie pour confectionner des canoës, des abris, des boucliers ou des récipients (coolamon).
En Australie, l'écorce est enlevée en faisant des coupes dans le tronc avec une pioche en pierre. La surface d'écorce enlevée est généralement régulière et présente souvent des côtés parallèles et légèrement pointus ou arrondis aux extrémités. La cicatrice s'arrête généralement au-dessus du niveau du sol.
Les écorces couramment utilisées comprennent des espèces d'Eucalyptus comme Eucalyptus melliodora et Eucalyptus camaldulensis. Les cicatrices restent visibles sur les arbres pour souvent plus de 200 ans.
Les cicatrices d'arbres artificielles sont les témoignages archéologiques les plus aisément repérables aux îles Chatham et en Australie.